# Boris Touraïev
Pour les articles homonymes, voir Touraïev.
Boris Alexandrovitch Touraïev (en russe : Борис Александрович Тураев), né le 5 août 1868 à Navahroudak, mort le 23 juillet 1920 à Pétrograd, est un orientaliste russe.

## Biographie
Touraïev a étudié l'Orient ancien (principalement l'Égypte antique et la Nubie). Il a été admis à l'Académie des sciences de Russie en 1918.
Après avoir obtenu son diplôme de l'Université de Saint-Pétersbourg (1891), il a étudié sous Gaston Maspero à Paris, Adolf Erman à Berlin et au British Museum. À partir de 1896, il a donné des conférences à l'université de Saint-Pétersbourg, dont il a été professeur dès 1911.
Après la création du musée des Beaux-Arts de Moscou, Touraïev a persuadé Vladimir Golenichtchev de vendre sa collection de statuaire égyptienne antique au musée. Sa propre collection d'antiquités égyptiennes a été confiée au musée de l'Ermitage.
L'œuvre de Touraïev, l'Histoire de l'Orient ancien (1911, 2 volumes), tout à fait sans précédent par son ampleur, l'a amené à parcourir toute l'Europe. Il s'agit de la première analyse de l'ensemble de l'histoire et de la culture de l'Antiquité au Moyen-Orient (déterminé par Touraïev en tant que territoire de l'Asie centrale et de l'Iran à l'Est, à Carthage à l'ouest). Il a également écrit des livres sur la littérature égyptienne et la mythologie (Le dieu Thot, 1898 ; Egyptian Literature, 1920).
Il a eu notamment pour élève Vladimir Chileïko.

## Œuvres
- « Objets égyptiens et égyptisants trouvés dans la Russie Méridionale », Revue archéologique, 4e série, no 18,‎ 1911, p. 20–35 (lire en ligne), Gallica
- (ru) Histoire de l'Orient ancien (en ligne)